# Доктор Джекилл и милая дама
«Доктор Джекилл и милая дама» (итал. Dottor Jekyll e gentile signora) — эксцентрическая комедия 1979 года итальянского режиссёра Стено, по мотивам произведения Роберта Льюиса Стивенсона.
В главных ролях — Паоло Виладжио и Эдвиж Фенек.

## Сюжет
Сюжет произведения Роберта Льюиса Стивенсона фильм не повторяет. За основу взято лишь наличие чудодейственного напитка, а также превращения Джекила. В отличие от первоисточника, в котором приличный человек становится чудовищем, в фильме циничный и вероломный промышленник превращается в свою противоположность — добрейшего и милейшего человека. Впрочем, это всё равно влечёт катастрофические последствия для его жизни…

## В ролях
- Паоло Виладжио — доктор Джекил
- Эдвиж Фенек — Барбара Уимпли, секретарша Джекила
- Гордон Митчелл — Преториус
- Паоло Паолони

## Съёмочная группа
- Режиссёр: Стено
- Продюсер: Ренато Джабони
- Сценаристы: Стено, Лео Бенвенути, Пьеро де Бернарди, Кастеллано и Пиполо
- Оператор: Эннио Гварньери, Серджо Сальвати
- Композитор: Армандо Тровайоли